# Lorenzo Llobet Gràcia
Lorenzo Llobet Gràcia (nacido como Llorenç Llobet-Gràcia, 13 de enero de 1911 en Barcelona, España-3 de agosto de 1976 en Sabadell, Barcelona) fue un director de cine español. Es conocido porque su carrera cinematográfica se vio truncada por la censura pero su único largometraje, Vida en sombras, ha sido reivindicado por la crítica después de la dictadura.

## Reseña biográfica
Lorenzo Llobet Gràcia (Barcelona, 13 de enero de 1911 - Sabadell, 2 de agosto de 1976) es un director de cine español. Se inicia joven en el cine amateur de 9,5 mm, con el que desarrolla sus habilidades como director. Realiza varios cortometrajes y un largometraje, titulado Vida en sombras. Esta película tendrá problemas con la censura franquista por situar el contexto de la historia durante la guerra civil española. Las autoridades culturales ningunearon la película privándola de subvenciones y de visibilidad, truncando la prometedora carrera del director. Tuvieron que pasar más de cuatro décadas para que la obra se recuperase y se restaurase, y la crítica pudiera valorar este film como uno de los más notables del cine de posguerra.

## Biografía
Aficionado al cine desde niño, consigue que su padre le regale una cámara Pathé-Baby. Con 17 años, después de terminar sus estudios de bachillerato, rueda su primer cortometraje de ficción: Un terrat. Aunque empieza a trabajar en una agencia de transportes, no pierde su afición por el cine ni su interés por el cine de vanguardia. En 1929 funda con Joseph Torrella la sección de cine amateur del Centre Excursionista del Vallés y, en 1935, la Asociación Amics del Cinema de Sabadell, su ciudad de residencia.  Así es como entabla contacto con algunas personalidades del mundo del cine y se anima a dirigir su primer y único largometraje, que se puede integrar dentro de una corriente difusa de finales de la década de 1940 autodenominada telúrica, y en la que también se enmarcan, por ejemplo, los cuatro primeros largometrajes de Carlos Serrano de Osma, a los que también acompañó un grave desencuentro con el público y la crítica del momento.
El fracaso económico de Vida en sombras y sus roces con la censura impidieron a Lorenzo LLobet realizar más largometrajes. Se fue alejando paulatinamente del cine hasta abandonarlo definitivamente en 1954.

## Filmografía
Filmografía:

### Cortometrajes
- Un terrat, 1928
- Reportaje de la Exposición Internacional de Barcelona, 1929
- 31 Carnet Folklòric del Vallès, 1929
- Un crim i res mes, 1929
- Vorejant el Cardener, 1932
- L’any 1932 a la Pantalla, 1933
- Festa Major, 1933
- Viatge a Ribes, 1933
- Suicida, 1934
- De tot arreu, 1935
- Enterrament de Macià, 1936
- Olimpiada Popular, 1936
- Llegada de Azaña a Barcelona, 1936
- Tin l’intrepit, 1936
- Soldadito de plomo, 1936
- Contrastes, 1944
- Un club de amigos, 1945
- Toledo, 1945
- Ávila, 1945
- El valle encantado, 1946
- El diablo en el valle, 1947
- Sucedió una noche, 1947
- Pregària a la Verge dels Colls, 1947
- El escultor Manolo Hugué, 1949
- Primera aventura, 1950
- Lo pelegrí, 1951
- Impasse, 1952
- La processió passa pel meu carrer, 1954
- La neu que pel camí hi ha, s. f.
- Endimió, s. f.

### Largometrajes
- Vida en sombras (1949)